# 청담중학교 축구부
청담중학교 축구부는 서울특별시에 위치한 청담중학교의 축구부이다. 청담중학교가 운영하는 축구부로 1963년에 재창단하였다.

## 같이 보기
- 청담중학교